# Apocephalus fusciapex
Apocephalus fusciapex är en tvåvingeart som beskrevs av Brown 2002. Apocephalus fusciapex ingår i släktet Apocephalus och familjen puckelflugor. Inga underarter finns listade i Catalogue of Life.